# Камен (област Добрич)
Вижте пояснителната страница за други значения на Камен.
Камен е село в Североизточна България. То се намира в община Добричка, област Добрич.

## Население
Преброяване на населението през 2011 г.
Численост и дял на етническите групи според преброяването на населението през 2011 г.:
|                     | Численост | Дял (в %) |
| Общо                | 154       | 100,00    |
| Българи             | 37        | 24,02     |
| Турци               | 65        | 42,20     |
| Цигани              | 51        | 33,11     |
| Други               | 0         | 0,00      |
| Не се самоопределят | 0         | 0,00      |
| Неотговорили        | 1         | 0,64      |

## Културни и природни забележителности
Църквата „Св. Иван Рилски“, местността „Кайджика“, Римският път.

## Редовни събития
Съборът на селото е на 1 ноември.